# Skien G Station
 Ikke at forveksle med Skien Station.
Skien G Station (Skien G stasjon), også kendt som Skien gamle station (Skien gamle stasjon), er en tidligere jernbanestation på Vestfoldbanen, der ligger i byen Skien i Norge.
Stationen blev åbnet 18. november 1882 som endestation for Vestfoldbanen, da strækningen fra Larvik blev taget i brug. Ved åbningen hed den Skien Station, men da Bratsbergbanen åbnede i 1917 overtog den nye Skien Station navnet, og den gamle fik i stedet betegnelsen Skien G. Stationen var betjent indtil 26. maj 1963. 28. maj 1967 fik den status af godsspor. Den har ingen trafik længere, men den fremgår stadig i listen over havneterminaler i Jernbaneverkets Network Statement som station med havnebane.